# Епархия Кошалина-Колобжега

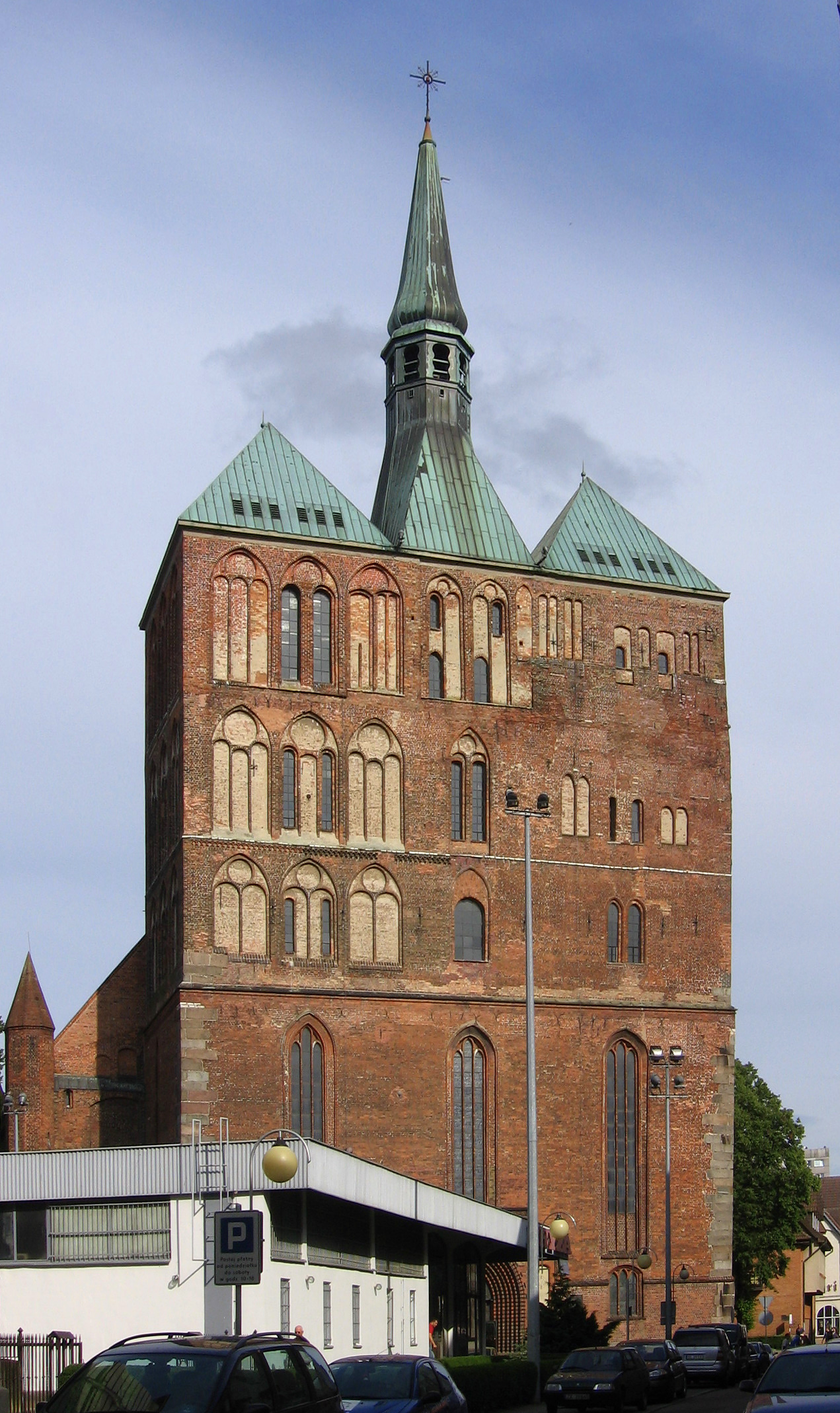
Сокафедральный собор Успения Пресвятой Девы Марии, Колобжег, Польша

 Епархия Кошалина-Колобжега  (лат. Dioecesis Coslinensis-Colubregana) — епархия Римско-Католической церкви с центром в городе Кошалин, Польша. Епархия Кошалина-Колобжега входит в митрополию Щецина-Каменя. Кафедральным собором епархии Кошалина-Колобжега является церковь Непорочного зачатия Пресвятой Девы Марии в городе Кошалин. В городе Колобжег находится сокафедральный собор Успения Пресвятой Девы Марии.

## История
28 июня 1972 года Святой Престол учредил епархию Кошалина-Колобжега, выделив её из архиепархии Берлина. В этот же день епархия Кошалина-Колобжега вступила в митрополию Гнезно.
25 марта 1992 года Римский папа Иоанн Павел II издал буллу Totus tuus Poloniae populus, которой присоединил епархию Кошалина-Колобжега к митрополии Щецина-Каменя.
24 февраля 2004 года епархия Кошалина-Колобжега передала часть своей территории новой епархии Быдгоща.

## Ординарии епархии
- епископ Игнаций Людвик Еж (28.06.1972 — 1.02.1992);
- епископ Чеслав Домин (1.02.1992 — 15.03.1996);
- епископ Мариан Голембевский (20.07.1996 — 3.04.2004) — назначен архиепископом Вроцлава;
- епископ Казимеж Ныч (9.06.2004 — 3.03.2007) — назначен архиепископом Варшавы;
- епископ Эдвард Дайчак (23.06.2007 — по настоящее время).

## Источник
- Annuario Pontificio, Libreria Editrice Vaticana, Città del Vaticano, 2003, ISBN 88-209-7422-3
- Булла Ex imposita nobis, Bullarii romani continuatio, XV, Romae 1853, стр. 61-68  (лат.)
- Булла Totus Tuus Poloniae populus, AAS 84 (1992), стp. 1099  (лат.)